# 蝘蜓座RS
蝘蜓座RS，又名CP-78 378，HD 75747、SAO 256549、HR 3524，是蝘蜓座的一颗恒星，视星等为6.05，位于銀經292.55，銀緯-21.63，其B1900.0坐标为赤經8h 46m 37.7s，赤緯-78° -21.63′ 14″。